# Werner Kolhoff
Werner Kolhoff (* 1956 in Lohne, Niedersachsen) ist ein deutscher Journalist.  Er war zum Zeitpunkt des Mauerfalls und der Wiedervereinigung Regierungssprecher des Berliner Senats Momper.

## Leben
Werner Kolhoff legte im Jahr 1974 am Gymnasium Antonianum Vechta das Abitur ab. Er studierte Publizistik, Soziologie und Niederlandistik in Berlin und Amsterdam und absolvierte sein Redaktionsvolontariat beim „Tagesspiegel“. Er entging im Herbst 1981 nur knapp einer Entlassung, da er eine Patenschaft für ein besetztes Haus in West-Berlin übernommen hatte. Kolhoff machte sich in den 1980er Jahren einen Namen als Journalist, der sich konsequent für eine effektive Interessenvertretung von Journalisten des „Tagesspiegels“ einsetzte und gegen den vor allem deshalb mehrfach fristlose Kündigungen ausgesprochen wurden, die anschließend in Arbeitsgerichtsverfahren als unrechtmäßig bewertet wurden. Dennoch endete im Jahr 1983 die Zeit der Arbeit Werner Kolhoffs für den „Tagesspiegel“.
In den 1980er Jahren betätigte sich Werner Kolhoff, der bereits im Jahr 1972 den Jungsozialisten beigetreten war, als Sprecher des SPD-Landesverbandes Berlin. Zur Amtszeit Walter Mompers (SPD) als Regierender Bürgermeister von Berlin, also auch im November 1989, der Zeit des Mauerfalls, war Werner Kolhoff Sprecher des Berliner Senats. In dieser Zeit erwarb sich Kolhoff den Ruf eines „Berliner Alphatieres“. Nach eigenen Aussagen sei es vor dem 9. November 1989 Kolhoffs Hauptleistung gewesen, die SED-Führung „festzunageln“, die über ein vertrauliches Gespräch mit Bürgermeister Walter Momper, bei dem Kolhoff als dessen Vertrauter anwesend gewesen sei, nur „sehr kryptisch berichtet“ habe. Kolhoff hingegen habe in der Öffentlichkeit die Prognose verbreitet, dass „West-Berlin bald mit vielen ‚DDR-Touristen‘ rechnen müsse“.
Nach der Ablösung Mompers als Regierender Bürgermeister Berlins durch Eberhard Diepgen arbeitete Werner Kolhoff ab dem Jahr 1991 zwölf Jahre lang bei der „Berliner Zeitung“. In den Jahren 2003 bis 2005 war er als „Chef der Neuigkeitenzentrale“ (eine Formulierung des „Spiegels“; die offizielle Amtsbezeichnung ist „Gruppenleiter Koordination“) Mitarbeiter im Bundespresseamt. Dem Jugendpresseorgan „politikorange“ zufolge sei es Kolhoffs wichtigste Aufgabe in seiner Zeit im Bundespresseamt gewesen, den „Imageschaden“, den das „Produkt Hartz IV“ der rot-grünen Bundesregierung zugefügt habe, zu beheben und zu versuchen, das „Vertrauen des Kunden“ (= des Wählers) für die SPD-geführte Regierung zurückzugewinnen.
Nach dem Ende der Amtszeit Gerhard Schröders als Bundeskanzler (und zwar am 1. Februar 2006) wurde Werner Kolhoff Chefkorrespondent der Saarbrücker Zeitung und Leiter des Berliner Büros der 1998 gegründeten „Berliner Medien Service GmbH (BMS)“. Die zur Verlagsgruppe Georg von Holtzbrinck gehörende BMS versorgt die Aachener Nachrichten, das Badische Tageblatt, die Hessische/Niedersächsische Allgemeine, die Ludwigsburger Kreiszeitung, das Main-Echo, den Mannheimer Morgen, den Münchner Merkur, die Nordsee-Zeitung und weitere über die Redaktionsgemeinschaft Nordsee verbundene Zeitungen wie das Stader Tageblatt, die Odenwälder Zeitung, das Offenburger Tageblatt, die Pirmasenser Zeitung, den Pfälzischen Merkur in Zweibrücken, die Pforzheimer Zeitung, den Remscheider General-Anzeiger, die Saarbrücker Zeitung, das Solinger Tageblatt, das Tageblatt in Luxemburg, den Trierischen Volksfreund, die Weinheimer Nachrichten und die Westdeutsche Zeitung mit Nachrichten und Kommentaren.
Die Versorgung der Leserschaft der genannten Zeitungen mit Neuigkeiten aus Berlin und dem Bund sowie die Kommentierung aktueller Ereignisse sind bis heute die Hauptaufgaben Kolhoffs als Korrespondent und Kommentator.